# Szürkemaszkos zöldgalamb
A szürkemaszkos zöldgalamb (Treron griseicauda) a madarak osztályának galambalakúak (Columbiformes) rendjéhez és a galambfélék (Columbidae) családjához tartozó faj.

## Rendszerezése
A fajt Alfred Russel Wallace brit természettudós írta le 1863-ban.

## Alfajai
- Treron griseicauda griseicauda Bonaparte, 1855
- Treron griseicauda pallidior (Hartert, 1896)
- Treron griseicauda sangirensis Brüggemann, 1876
- Treron griseicauda vordermani Finsch, 1901
- Treron griseicauda wallacei (Salvadori, 1893)[2]

## Előfordulása
Indonézia területén honos. Természetes élőhelyei a szubtrópusi vagy trópusi száraz cserjések, valamint másodlagos erdők. Állandó, nem vonuló faj.

## Megjelenése
Testhossza 26 centiméter.

## Természetvédelmi helyzete
Az elterjedési területe nagyon nagy, egyedszáma pedig stabil. A Természetvédelmi Világszövetség Vörös listáján nem fenyegetett fajként szerepel.